# Кардинал Бернардо Довіці да Бібієна
«Кардинал Бернардо Довіці да Бібієна» (англ. Portrait of Cardinal Bibbiena) — портрет роботи італійського художника Рафаеля Санті у кращий період його творчості.

## Дещо про кардинала Довіці да Бібієна
Майбутній кардинал народився у місті Бібієна, назва котрого з часом стала додатком до його прізвища. Вже в молоді роки від відрізнявся здібностями, про що свідчить включення його до складу депутації, що прибула у Рим до двору тодішнього папи римського із завданням виправдати честь міста Флоренція та в знак визнання верховенства папи над містом.
Він мав літературні здібності і його наблизили до власної родини впливові Медічі. Так, Бернардо Довіці отримав посаду вихователя та помічника молодого тоді Джованні де Медічі, котрому судилося пізніше стати папою римським під ім'ям Лев Х, коли рід Медічі таким чином зміцнював власний політичний і фінансовий стан. 
В листопаді 1494 року рід Медічі був вигнаний з Флоренції з політичних міркувань, де встановили республіку.  Бернардо Довіці (як васал при феодальному господарю) супроводжував Медічі у засланні в місті Урбіно, де вони оселились. Так впродовж довгих років він буде пов'язаним з родом Медічі.
1513 року від брав участь у підготовці до обрання нового папи римського, і цей трон посів його вихованець Джованні де Медічі. В подяку підозрілий папа римський Лев Х вже 23  вересня 1513 року надав йому шапку кардинала. Папа зробив його також власним скарбничим та дипломатом. З дипломатичними дорученнями вже кардинал Довіці да Бібієна неодноразово представляв інтереси папи римського, серед них — угода про військову підтримку папи з боку Франції 1518 року.
Кардинал Бернардо Довіці да Бібієна встигав займатися літературою й був автором комедій. Він також відомий як покровитель художників, Бернардо Довіці да Бібієна став меценатом для Рафаеля Санті, котрого знав ще молодим з часів перебування в Урбіно. Для кардинала Рафаель Санті виконав декілька картин, серед них і парадний портрет кардинала.

## Несподівана смерть
Збережені відомості, що підозрілий папа римський Лев Х з невдоволенням спостерігав за зростанням впливу та авторитету власного дипломата та помічника. Особливо непокоїла Лева Х профранцузька прихильність кардинала Бернардо Довіці да Бібієна. По поверненню з Франції кардинал несподівано помер у Римі 9 листопада 1520 року у віці 50 років... Були підозри, що хтось прибрав розумного і здібного кардинала, котрого почали підозрювати у зазіханні на посаду папи римського.
Смерть папи римського Лева Х теж була несподіваною вже 1521 року — у віці 46 років... Поховання було скромним і відбулось у римській церкві  Санта Марія сопра Мінерва, позаяк скарбниця папи виявилася майже порожньою.
Але рід Медічі невдовзі повернув собі папський престол, коли його посів Джуліо де Медічі під ім'ям Климент VII...

## Опис твору
Портретований наближений до переднього краю полотна. На ньому кардинальська шапка і мантія з тої ж тканини. В правій руці кардинал утримує лист, що було дотичною вказівкою на його посаду секретаря папи римського та типовим жестом для високопосадовців і осіб, що займались інтелектуальними вправами.
Аналіз портрета виявив чудово прописане обличчя кардинала і менш досконале виконання деталей. Так, зморшки на рукавах кардинала менш досконало виконані і справляють враження нереалістичних. В цьому вбачають участь учнів або помічників з майстерні Рафаеля Санті, що був перевантажений завданнями від папи римського в останній період життя і творчості.